# Preetzen
Preetzen ist ein Dorf im Landkreis Vorpommern-Greifswald. Es ist Ortsteil der Gemeinde Neetzow-Liepen.

## Geografie und Verkehr
Preetzen liegt 2 km südlich der B 110 Anklam–Jarmen. Von Anklam ist der Ort 17,5 km entfernt und 13 km von Jarmen, wo sich auch die Auffahrt auf die A 20 befindet.

## Geschichte
Preetzen wurde als „Pretzene“ 1228 urkundlich erwähnt. Es ist eine slawische Gründung und bedeutet „Querfeld“. Der Ort gehörte zum Burgward Meseritz. Er wurde durch Herzog Bogislaw II. der St. Johanniskirche zu Lübeck geschenkt, diese nutzte den Besitz aber nicht, weil der Ort von Wenden besiedelt war. Deshalb hob Herzog Barnim I. 1228 diese Schenkung auf und gab der Kirche von Lübeck andere Besitzungen, bzw. deren Abgaben.
1574 ist verzeichnet, dass Preetzen Allodial-Rittergut ist und an das Geschlecht von Hahn auf Müggenburg zu Teilen gehörte, der weitere Anteil gehörte den von Krakewitz.
Als eröffnetes Lehen (die Vorbesitzer waren wohl ausgestorben) kam das Gut dann 1724 an den Kanzler Philipp Otto von Grumbkow, der aber schon 1725 an Zabel von der Dollen verkaufte. 1732 ging der Besitz an Joachim Ehrenreich von Ketelhack, dann aber wieder 1733 an den inzwischen avancierten Oberpräsidenten und Staatsminister P. O. von Grumbkow. Danach wechselt der Besitz wieder: Adolph Heinrich von Winterfeld, von der Dollen, von Glöden und von Tornow, bis dann Carl Dudy ab 1840 längere Zeit an den Besitz kam.
1865 war Dudy noch Besitzer, das Dorf hatte 9 Wohn- und 12 Wirtschaftsgebäude, 1 Filialkirche, die zu Liepen gehörte und 1 Schulhaus. Im Ort wohnten 144 Einwohner.

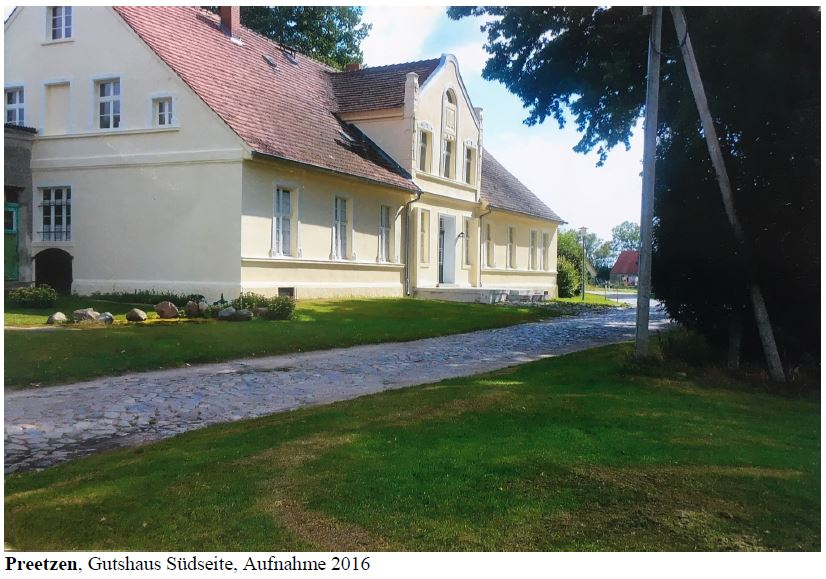

Die Dorfanlage ist ein typisches Gutsdorf, mit dem dominierenden Gut und der Landarbeiterkatenzeile. Diese Dorfform hat sich seit dem 19. Jahrhundert kaum verändert, wenn auch das Gut nicht mehr seine Funktion hat.
Das stattliche Gut ist noch heute fast vollständig erhalten, mit Herrenhaus, Inspektorhaus, sowie mehreren Wirtschaftsbauten aus Feldstein mit Backsteinelementen.

## Sehenswürdigkeiten
→ Siehe auch Liste der Baudenkmale in Neetzow-Liepen
- Gutsanlage Preetzen
- Findling Preetzen, Naturdenkmal, 4,0 m × 2,3 m × 2,3 m = 10,9 m³, 1 km westlich des Dorfes
- Steinriegelsystem zwischen Preetzen und Steinmocker - 1,3 km lang